# Batuana exspectata
Batuana exspectata is een vlinder uit de familie uilen (Noctuidae). De wetenschappelijke naam van deze soort is voor het eerst geldig gepubliceerd in 1981 door Laporte & Rougeot.
De soort komt voor in tropisch Afrika.